# سیارک ۲۲۳۵۴
سیارک ۲۲۳۵۴ (به انگلیسی: 22354 Sposetti، نامگذاری:1992UR8) بیست و دو هزار و سیصد و پنجاه و چهارمین سیارک کشف شده‌است که در ۳۱ اکتبر ۱۹۹۲ کشف شد.
قدر مطلق سیارک برابر ۱۴٫۲۰ است.